# Une sirène dans la nuit
Pour plus de détails, voir Fiche technique et Distribution.
Une sirène dans la nuit est un film belgo-français réalisé par Luc Boland et sorti en 1999,,.

## Synopsis

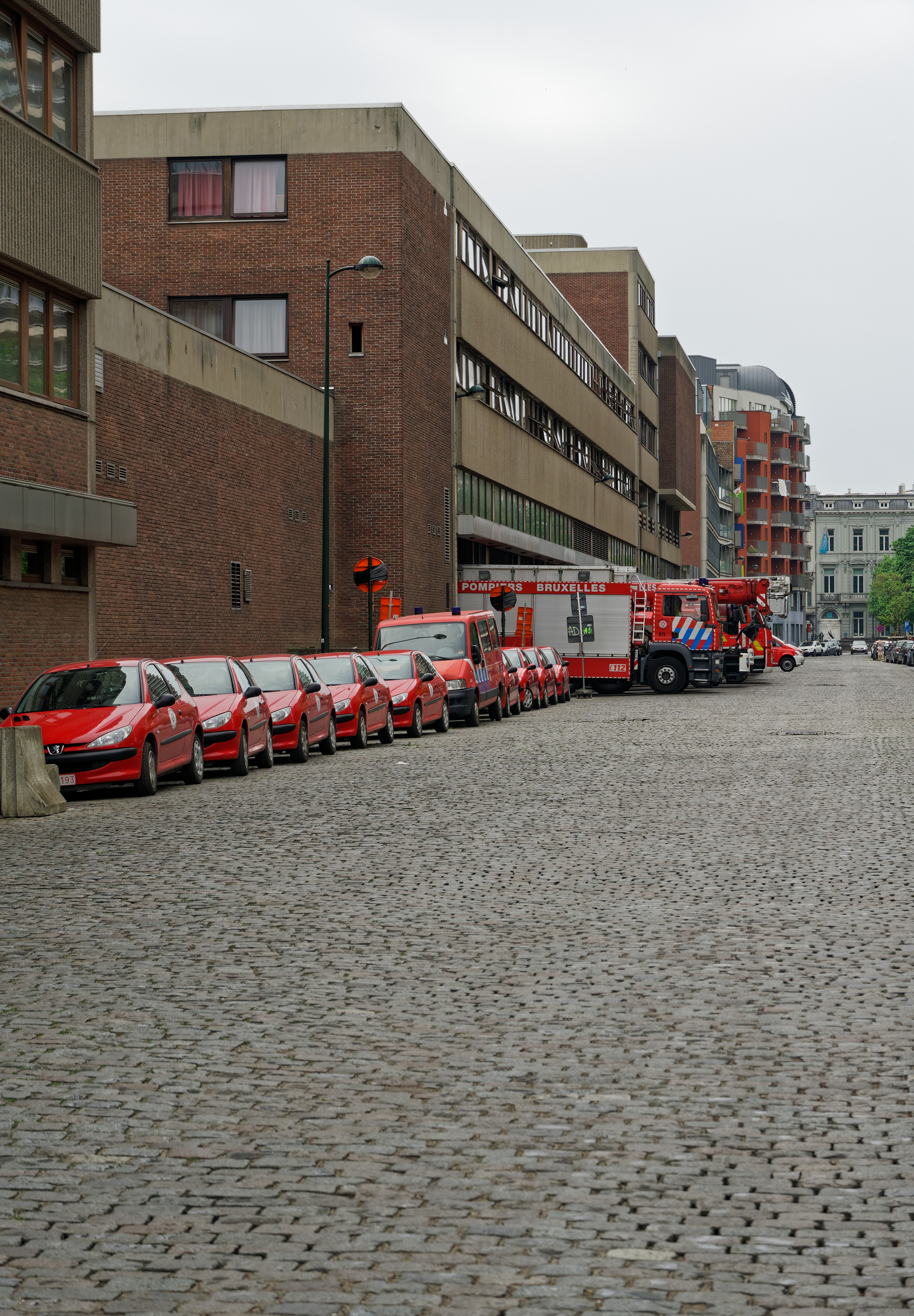
La caserne principale des pompiers de Bruxelles, située avenue de l'Héliport, d'où partent les camions.

L’histoire se déroule en 1998 à Bruxelles, en Belgique. Jean (Roland Magdane), 47 ans, divorcé de sa femme Isabelle (Anne Richard) est séparé de Dimitri, son fils handicapé. Standardiste à SOS dépannage, il dort le jour et travaille la nuit. Claire (Séverine Danze), la trentaine, élève seule sa fille de 4 ans, Juliette (Jo Stevens). Elle a prévu de passer le week-end à Bruges avec Marc (Tony Beck), son petit ami. 
Elle confie alors Juliette à sa baby-sitter habituelle, Nanou (Danièle Denie). Quelques minutes après le départ de Claire, Nanou chute lourdement dans les escaliers en voulant répondre au téléphone. Juliette, alertée, la trouve inconsciente et ne comprend pas ce qu'il se passe. Effrayée, la petite fille appuie par erreur sur le bouton de rappel du téléphone. À l'autre bout du fil, c'est Jean qui décroche et tente de comprendre la situation par les mots d'un enfant de quatre ans. 
La conversation s'engage mais bientôt la situation se fait urgente : la casserole d'huile qui chauffait sur la cuisinière allumée, prend feu et l'incendie commence à se propager dans la cuisine, menaçant Juliette et sa Nanou. Jean appelle alors les pompiers mais il n'a pas l'adresse de Juliette. Il lui demande de sortir appeler à l'aide mais elle refuse, par peur. La seule chose que la petite fille voit par la fenêtre du salon est la tour Reyers. Il s'ensuit alors une course contre la montre pour localiser la maison mais les espoirs semblent faibles tant la zone est grande. La gendarmerie est alors prévenue afin de tenter de localiser et d'intercepter Claire, ce qu'ils parvinrent à faire sur l'autoroute E40. 
Quand Jean entend une sirène à travers la fenêtre de son bureau, il lui vient une idée peu orthodoxe mais qui peut fonctionner : envoyer tous les camions des pompiers de Bruxelles dans la ville afin qu'il puisse en entendre un grâce à leurs sirènes à travers le téléphone. Au début, l'opérateur de la centrale 100 n'est pas d'accord car cela n'est prévu dans aucune de ses procédures et que cela concentrerait tous les pompiers dans la seule partie ouest de la capitale, déforçant tout le reste de la ville et rallongeant les temps de trajet en cas d'autre intervention ailleurs. Toutefois, après une discussion avec son chef, l'idée est acceptée et le balai de camions rouges se met alors en marche vers les quartiers désignés, là où se trouve la tour vue par Juliette. Jean tente désespérément de garder la petite fille au bout du fil alors que la fumée envahit peu à peu l'habitation et que l'incendie se développe. 
Soudain, un autre incendie se déclare derrière les abattoirs d'Anderlecht, à l'autre bout de la ville. La décision est prise d'arrêter l'opération mais Jean entend in extremis la sirène de l'une des ambulances qui s'arrête devant la porte et confirme la fumée qui s'échappe. Des véhicules convergent alors vers l'adresse et arrivent à temps pour sauver Juliette et Nanou, ainsi que pour éteindre l'incendie. La maman de Juliette arrive sur les lieux, emmenée par les gendarmes.

## Fiche technique
- Titre : Une sirène dans la nuit
- Réalisation : Luc Boland
- Idée originale : Luc Boland

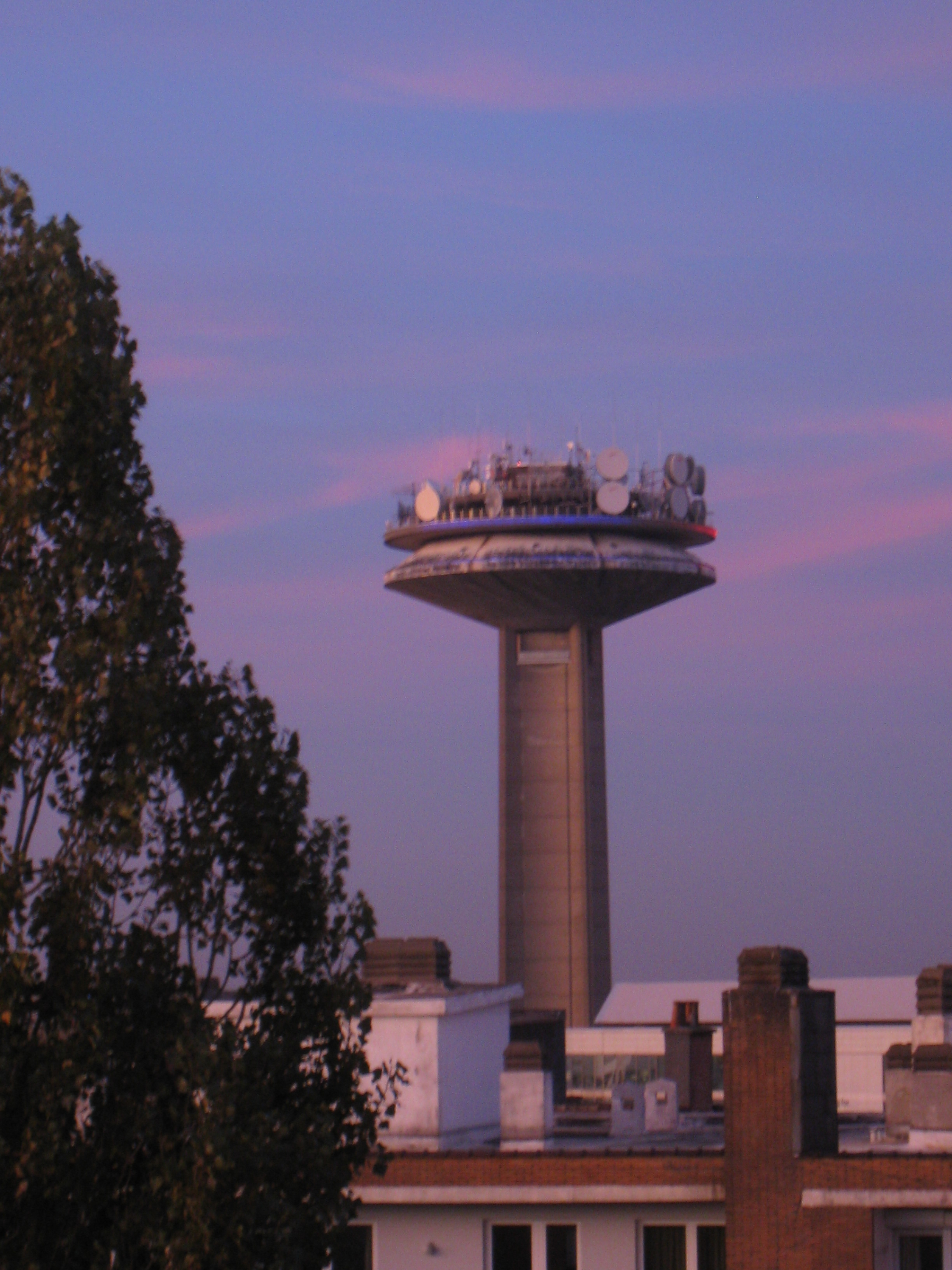
La tour Reyers, telle qu’aperçue par Juliette dans le film.

- Scénario : Luc Boland et Luc Jabon
- Musique : Florence Caillon
- Production : Banana Films
- Société(s) de production : Banana Films
- Coproductions : RTBF, France 2, GMT, Banana Films, La communauté française de Belgique
- Société(s) de distribution : France Télévision
- Pays d’origine :  Belgique,  France
- Langue : français
- Genre : drame
- Durée : 90 minutes
- Date de sortie : 1999

## Distribution
- Roland Magdane : Jean Fromond
- Jo Stevens : Juliette Briard
- Anne Richard : Isabelle Fromond, la femme de Jean
- Séverine Danze : Claire Briard, la mère de Juliette
- Patrick Goossens : Van Hoeck
- Jacques De Bock : Deprez
- Alain Perpète : Coltini
- Séverine Matteuzzi : Jansens
- Tony Beck : Marc
- Raymond Pradel : Ducarme
- Danièle Denie : Nanou
- Catherine Bary : Anne Saulieu
- Philippe Cochin : Gaspard
- Daniel Decot : Weignier
- Francis Dony : Luigi
- Philippe Drecq : Martinez
- Ludo Hellinx : Le taximan
- Georges Lini : Le facteur
- Marie-Rose Meysman : La concierge
- Michèle Robson : La locataire
- Vincent Scarito : Roberto
- Alain Stevens : Louis
- Carole Trevoux : Canteraine
- Thierry Waseige : Bouvier